# Aphthovirus
Los Aphthovirus es un género de virus perteneciente a la familia Picornaviridae.
Es el causante de la fiebre aftosa.
Posee 7 serotipos diferentes (A, O, C, SAT-1, SAT-2, SAT-3 y ASIA 1) y más de 60 subtipos.
El Aphthovirus es un ácido nucleico, ARN de cadena positiva, envuelto por una cápside proteica.